# Narcissus cuatrecasasii
Narcissus cuatrecasasii är en amaryllisväxtart som beskrevs av Fern.Casas, M.Laínz och Ruíz Rejón. Narcissus cuatrecasasii ingår i släktet narcisser, och familjen amaryllisväxter.
Artens utbredningsområde är Spanien.

## Underarter
Arten delas in i följande underarter:
- N. c. segimonensis
- N. c. cuatrecasasii

## Bildgalleri

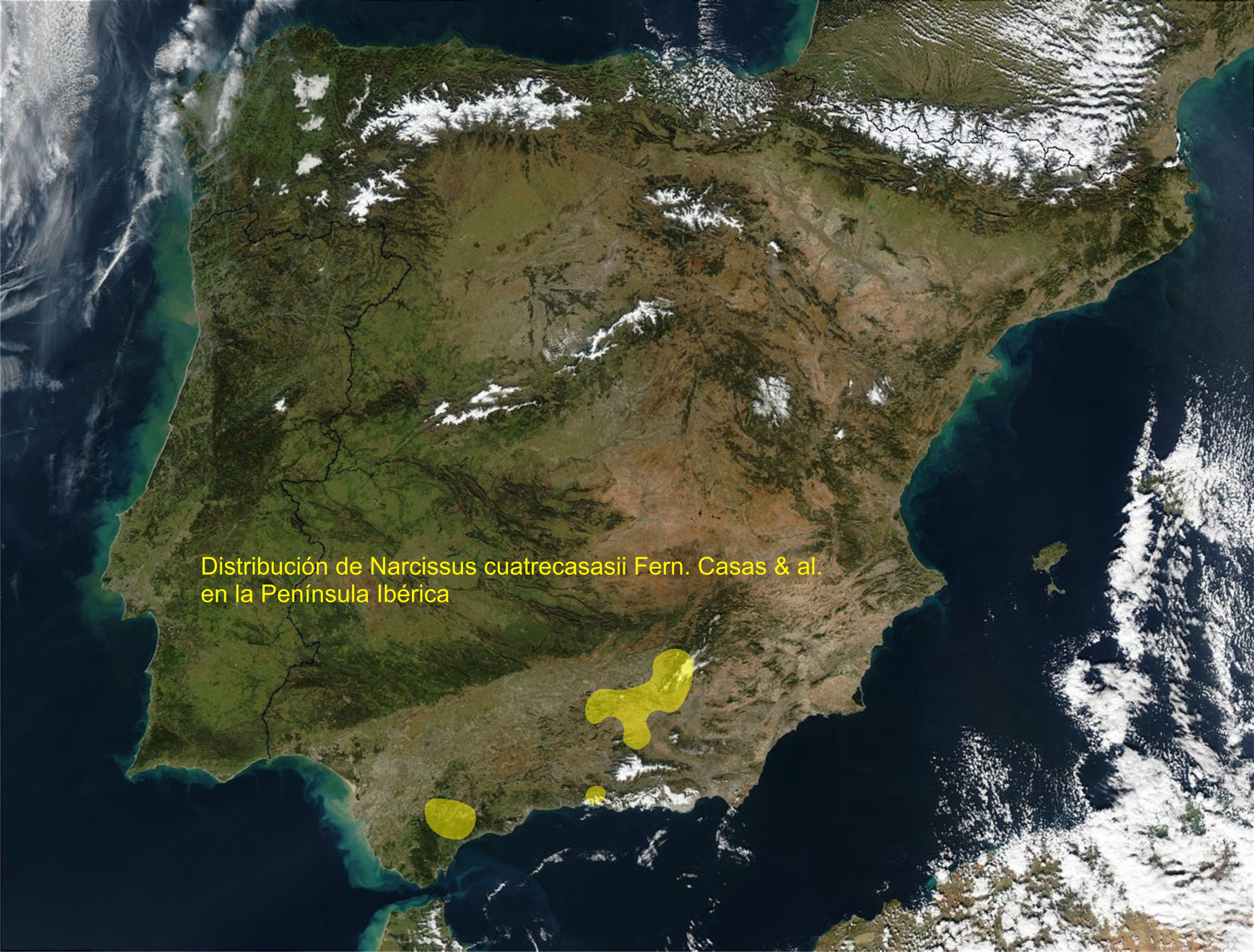